# Weston Hills
Weston Hills – wieś w Anglii, w hrabstwie Lincolnshire, w dystrykcie South Holland. Leży 60 km na południowy wschód od Lincoln i 141 km na północ od Londynu.